# Fétichisme du pied

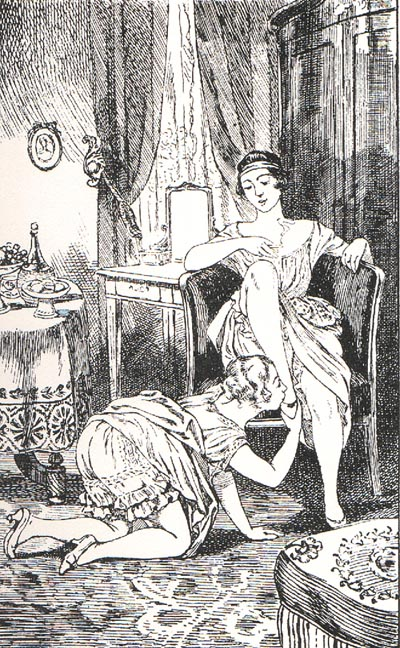
La Comtesse au fouet, illustré par Martin Van Maele.

Le fétichisme du pied est une paraphilie caractérisée par un désir et une excitation sexuelle pour les pieds, parfois à l'exclusion de tout le reste. Au sens populaire du terme, le fétichisme du pied est l'amour du pied, sans que cela revête un caractère d'exclusivité, et ne diffère en rien du fétichisme des seins ou de celui des fesses qui sont les fétichismes les plus courants, c'est-à-dire les parties du corps qui sont les plus désirées dans les relations sexuelles. Plusieurs éléments tels que l'odeur, le contact et la vue du pied peuvent provoquer l'excitation. Cependant, comme pour tout type de fétichisme sexuel, il peut négativement influencer la vie quotidienne de l'individu concerné. Dans ce cas, des traitements comportementaux ou médicamenteux s'avèrent nécessaires pour réduire ou effacer l'impact négatif.
D'après de nombreuses études, le fétichisme du pied est considéré comme le fétichisme sexuel (ou la préférence sexuelle) le plus répandu au monde. Il survient possiblement à un très jeune âge et généralement dès la petite enfance ou au début de l'adolescence, et rarement à l'âge adulte. Des théories mènent à suggérer que ce type de fétichisme soit survenu au-delà du XVIe siècle et qu'il était grandement répandu durant les épidémies de syphilis survenues en Europe. Cependant, il existe des écrits datant du XIIe siècle en Europe décrivant une attirance sensuelle pour les pieds. Durant les temps modernes, les stigmatisations liées au fétichisme du pied s'estompent lentement.

## Caractéristiques
Le fétichisme du pied, également nommé « partialisme du pied » ou « podophilie » (ne pas confondre avec pédophilie), est défini en tant qu'intérêt sexuel, ou paraphilie, prononcé(e) pour les pieds, et par extension les chaussures,,. La quatrième édition du DSM, de la société américaine de psychiatrie, explique qu'« une paraphilie est caractérisée par des fantasmes ou comportements sexuels impliquant l'utilisation d'un objet inanimé pour produire une excitation sexuelle en présence ou en l'absence d'un partenaire »,,. Le fétichisme du pied provoque donc chez l'individu un désir et une excitation sexuelle à l'exclusion de tout le reste. Par ailleurs, le psychanalyste autrichien Sigmund Freud considérait les pieds bandés comme une forme de fétichisme. Pour un fétichiste du pied, les points d'attirance incluent la forme et la taille du pied et des orteils (e.g.[Quoi ?], longs/courts, orteils, ongles d'orteils, vernis ou sans, petits ou longs pieds, talons, etc.). La présence d'objets tels que la bague d'orteil et la chaîne de cheville et d'habillements (collants, chaussettes, tongs ou chaussures) est également incluse et varie selon les envies du fétichiste,,.
Il existe certaines formes d'excitation sexuelle incluant le léchage, les baisers, les chatouilles et reniflements,. Le footjob et autres types de jeux sensuels peuvent être inclus. L'écrasement/piétinement est considéré comme une partie plus controversée du fétichisme du pied. Il reste innocent lorsqu'il implique le jeu de rôle sexuel avec un partenaire humain ou un objet. Néanmoins, le fait d'écraser délibérément un animal ou un insecte pour satisfaire des envies fétichistes est illégal et considéré comme de la cruauté envers les animaux. En 1999, le congrès américain vote une loi contre la création, la vente ou la possession de films ou clips de ce genre impliquant des animaux.

### Aspect psychologique

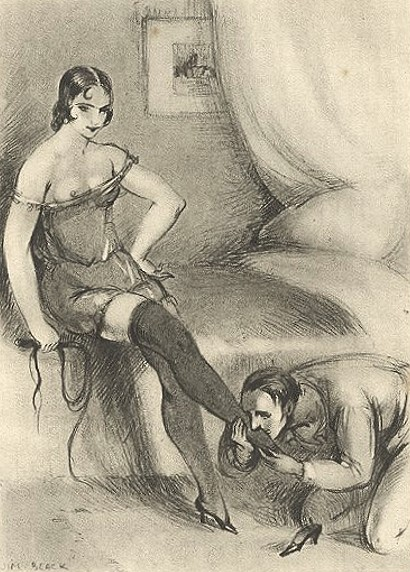
Lors d'un jeu de rôle sexuel, embrasser ou lécher le pied du dominant est l'une des actions les plus répandues.

Le fétichisme du pied survient habituellement à un très jeune âge. La stimulation cérébrale et l'association de l'excitation sexuelle à ce fétichisme surviennent possiblement durant la petite enfance ou au début de l'adolescence,,. Il peut également survenir lors d'une insatisfaction sexuelle. Souvent, l'individu touché ne désire pas se débarrasser de son fétiche, malgré les désagréments possibles qu'il peut causer lors d'une relation interpersonnelle. Le fétichisme du pied se manifeste généralement chez les hommes, attirés vers les pieds féminins, ou masculins ; néanmoins, il existe des femmes attirées par les pieds masculins ou féminins. Il a également été suggéré que le contact d'un bébé avec les pieds de sa mère pouvait interférer dans le développement sexuel.
Il existe une variété de fétichismes du pied, chacune possédant ses propres caractéristiques et qui ne sont pas forcément partagées par tous les fétichistes de ce domaine. Par exemple, certains fétichistes préfèrent les pieds nus, tandis que d'autres les préfèrent chaussés. Dans certains cas, le fait de renifler l'odeur des pieds malodorants est le plaisir suprême.

### Recherches et théories
Il existe un nombre varié d'explications quant au développement du fétichisme du pied. Cependant, comme pour les autres types de fétichismes sexuels, il est impossible de savoir précisément la nature des réponses émotionnelles, voire spirituelles, envers des objets inanimés ou parties corporelles ; certains académiciens maintiennent que les fétichismes sont l'un des aspects naturels de l'être humain.
Le neuroscientifique Vilayanur S. Ramachandran suggère que les pieds et les parties génitales partagent la même partie du cortex sensoriel. D'autres chercheurs pensent que le fétichisme du pied, au même titre que d'autres formes sublimées de rapports sexuels, se répand en tant que réponse aux épidémies de maladies sexuellement transmissibles. Dans une étude, menée par le Dr A James Giannini de l'université d'État de l'Ohio, un grand intérêt pour les pieds en guise d'objets sexuels a été observé lors de la grande épidémie de gonorrhée durant le XIIe siècle et des épidémies de syphilis durant les XVIe et XIXe siècles en Europe. Une augmentation pour cet intérêt est détectée durant l'épidémie du SIDA. Dans ces cas-là, le désir sexuel pour les pieds était considéré comme alternatif. Il a fallu que le monde se retrouve face à cette menace pour qu'il découvre des formes déviées de sexualité autres que la pénétration, seule pratique considérée psychologiquement saine par la psychothérapie de l'époque avant-SIDA. Cependant, les chercheurs dénotent que ces désirs se sont accrus durant la période de l'émancipation des femmes. La focalisation sexuelle sur les pieds féminins est également perçue comme le reflet d'une posture dominante de la femme dans les relations sociales-sexuelles.
Le 11 mars 1914, Freud expose un « cas de fétichisme du pied ». Il place une symbolique phallique dans l'objet fétiche. Selon sa théorie, le déplacement du désir sur une partie du corps à l'exclusion de toutes les autres (par exemple le pied) signifierait que l'individu a été conditionné dans l'enfance à associer le pied au sexe (voir fétichisme sexuel). Dans un essai de 1927, Freud évoque l'usage rituel chinois visant à bander les pieds des filles afin d'en faire un objet de séduction érotique. Pour lui, il s'agit ici d'un phénomène de fétichisme collectif dont l'objet est le pied des femmes. Il y voit une sociabilisation de l'angoisse de castration. Freud se trompait à propos de la pratique chinoise de bander les pieds des jeunes filles, car la finalité de cette pratique barbare était de les empêcher de grandir, sachant que dans la société chinoise traditionnelle, pour une femme avoir des petits pieds était un signe aristocratique de distinction sociale et que la déformation provoquée ne pouvait nullement les transformer en objet de désir. Les détracteurs de cette théorie freudienne affirment que les pieds n'ont rien à voir avec le phallus. Celui-ci est généralement associé à un désir de pénétration qui n'existe pas du tout dans le fétichisme du pied.

## Prévalence
Le fétichisme du pied est considéré comme le fétichisme sexuel et la préférence sexuelle les plus répandus au monde, avec plus de 70 millions d'adeptes recensés. Cependant, il semblerait n'exister aucune statistique exacte sur la prévalence de ce type de fétichisme.
En août 2006, AOL évalue les recherches effectuées par leurs abonnés pour le mot « fétiche » ; le mot « pieds » revenait la plupart du temps associé à leurs recherches. D'une manière plus vaste, une étude a été menée par le International Journal of Impotence Search concernant la prévalence de plusieurs fétichismes sexuels,. À l'aide d'Internet, 381 forums de discussion ont été examinés, et le nombre d'individus ciblés par le fétichisme sexuel est estimé à 5 000. Parmi ces individus, la préférence sexuelle associée à des objets ou parties du corps était la plus répandue (33 et 30 % respectivement), suivie par la préférence comportementale (18 %), auto-comportementale (7 %), du comportement social (7 %) et des objets non liés au corps (5 %). Les pieds et objets associés aux pieds étaient les préférences les plus répandues,. Les femmes, aussi bien que les hommes, sembleraient partager ce type de fétichisme ; les femmes âgées entre 20 et 40 ans rapportent adorer avoir leurs pieds caressés (ou léchés) lors d'un jeu de rôle ou durant des activités sexuelles. Lors d'une étude menée en 2007 à l'Université de Bologne, il a été démontré que les pieds et les orteils étaient les parties corporelles les plus induites dans le fétichisme sexuel. Cette étude spécialement conduite sur les fétiches démontrerait également que l'attirance des pieds serait plus répandue que celle des fesses ou des seins chez les femmes. En 2012, 34 groupes sur Yahoo! et 6 sur MSN liés au fétichisme du pied ont été recensés.

## Histoire

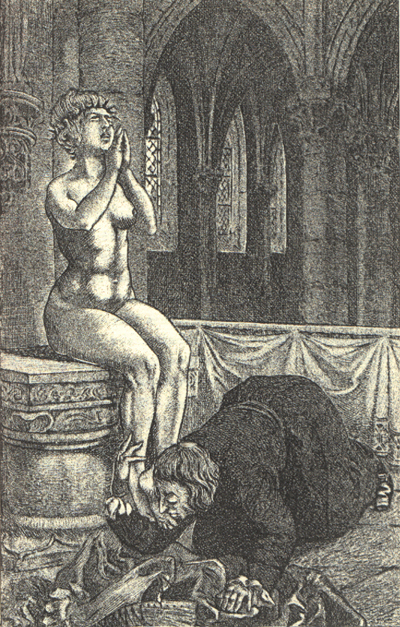
Illustration de La sorcière, de Jules Michelet (1911), par Martin Van Maele.

Le roi Salomon, dans le Cantique des Cantiques, décrit la beauté corporelle de sa jeune maîtresse, dont ses pieds. Cependant, des pratiques sexuelles impliquant les pieds sont pour la première fois illustrées dans le Kâmasûtra indien, qui prouverait déjà l'existence du fétichisme du pied.
Le terme « fétiche » dérive du mot portugais fetich, un mot utilisé par les anciens explorateurs pour décrire l'adoration que portaient les cultures tribales à des objets possédant des pouvoirs magiques ; cependant, ce terme est attribué plus tard au XIXe siècle aux objets inanimés qui excitent sexuellement un individu. Il existe des écrits datant du XIIe siècle en Europe décrivant une attirance sensuelle pour les pieds. Le fétichisme du pied semblerait remonter au-delà du XVIe siècle, comme le prouvent de nombreux dessins, et qu'il était grandement répandu durant les épidémies de gonorrhée et de syphilis survenues en Europe durant les XVIe et XIXe siècles ; l'excitation sexuelle sur les pieds ne donnait aucune occasion de contracter des maladies sexuellement transmissibles.
Le fétichisme du pied est évoqué par le psychanalyste Sigmund Freud en 1914 par « la symbolique phallique du pied sur lequel le désir a été déplacé »,. En 1927, le sexologue britannique Havelock Ellis mène l'une des plus importantes recherches concernant le fétichisme du pied (et de la chaussure). Il écrit que « parmi une petite, mais inconsidérable, minorité de personnes, le pied est devenu ce qu'il y a de plus attirant chez la femme, et dans un certain cas morbide, la femme en elle-même est considérée peu importante à leur égard ». Ellis décrit le cas du romancier français Rétif de la Bretonne, dont les œuvres littéraires démontrent ses propres fantasmes sur les pieds féminins et leurs chaussures (d'où le terme « fétichisme de la chaussure »),. Dans l'autobiographie de Rétif, Monsieur Nicolas, un écrivain de soixante-ans, se souvient avoir été frappé par les pieds d'une femme à l'âge de quatre ans. En son temps, Rétif théorisait que les origines du fétichisme du pied provenaient du fait que les femmes gardaient leurs pieds loin de la saleté, ce qu'il trouvait d'ailleurs attirant. En 1995, dans un article du Journal of Sex Research, le docteur Weinberg et ses collègues (fondateurs d'un groupe podophile bisexuel nommé Foot Fraternity) demande à leurs membres quand et comment ils ont développé une attirance pour les pieds masculins ; les fétichistes rapportent une moyenne d'âge de vingt ans et leur première attirance (consciente) pour les pieds, dont une grande majorité d'entre eux se masturbant régulièrement sur des objets (ou images) liés aux pieds comme des chaussures ou chaussettes.
Durant la fin des années 1990, avec l'émergence d'Internet,, le fétichisme sexuel gagne en popularité grâce à des sites spécialisés dans ce domaine, aux forums de discussion, réseaux sociaux et aux site de partage vidéos tels que YouTube, Foot Fetish Tube, Redtube et YouPorn. Par extension, ce type de fétichisme fut tellement popularisé qu'il en devient l'un des termes les plus recherchés sur Internet.

## Société
Dans les premiers temps de la psychologie, durant laquelle la sexualité était qualifiée de « normale », tous les comportements déviants étaient qualifiés de « pervers », soit déviant de la norme. La prédominance du pied comme attirance sexuelle est un phénomène répandu mais, semblerait-il, pas suffisamment pour être qualifié de « normal ». Cependant, dans certaines sociétés, l'attirance sexuelle pour le pied est considérée anormale qu'elle soit prononcée ou non, tandis que dans d'autres pays, elle paraît normale voire répandue. Une part des psychanalystes considère le fétichisme comme une perversion, mais dans la société, ce dernier est plutôt qualifié comme « une façon d'aimer autrement. »
Dans le sud de la république populaire de Chine, le fétichisme du pied est considéré comme normal ; en couple, le mari trouve un intérêt sexuel plus prononcé pour les pieds de son épouse, plutôt que pour son visage. Selon Schinz, le plaisir sexuel pour les pieds existe chez les Égyptiens, Arabes, Allemands et Espagnols.

## Médias

### Télévision et littérature
La popularisation du fétichisme du pied est telle que ce dernier est exposé dans de nombreuses séries télévisées et films populaires ou indépendants ; des actrices modèles se sont d'ailleurs uniquement consacrées à ce type de fétichisme dans les films. Des réalisateurs de cinéma tels que Luis Buñuel et Quentin Tarantino, mettent souvent en scène ce type de fétichisme dans la réalisation de leurs films. Dans le film Opération Tonnerre, une scène montre Sean Connery, incarnant le rôle de James Bond, sucer le pied de Domino Derval dans le but de retirer le poison. La série américaine Sex and the City montre également un type de fétichisme du pied et de la chaussure dans la plupart de ses épisodes. La série House of the Dragon met également en scène ce fétichisme avec le personnage de Larys Fort qui ressent une excitation sexuelle pour les pieds (le personnage étant par ailleurs boiteux).
En littérature, le fétichisme du pied est référencé dans de nombreuses œuvres. Il est référencé dans l'ouvrage intitulé Psychopatia-sexualis du docteur Richard von Krafft-Ebing (fin XIXe siècle) comme une déviance sexuelle, tout comme l'homosexualité, la fellation, le cunnilingus, l'urolagnie, la scatophilie, la zoophilie, ainsi que le sadisme et le masochisme sous toutes leurs formes. Des romanciers comme Jun'ichirō Tanizaki, Yōko Ogawa et Rieko Matsuura font allusion au fétichisme du pied dans leurs ouvrages ; idem pour des auteurs présentant des pulsions sexuelles connexes comme Leopold von Sacher-Masoch (La Vénus à la fourrure).

### Célébrités
De nombreuses célébrités sont concernées par le fétichisme du pied et incluent notamment : Alex Rodriguez, Andy Warhol,, Big Boi, Britney Spears,, Brittany Andrews, Brooke Burke, Casanova, Charlie Sheen, Christian Slater, David Boreanaz, David Williams, Elvis Presley, Enrique Iglesias, George du Maurier, Georges Tron, Jack Black, James Joyce, Joann Sfar, Johann Wolfgang von Goethe, John Frusciante, Ludacris, Luis Buñuel, Pharrell Williams, Quentin Tarantino,, Rex et Michelle Ryan, Ricky Martin, Thomas Hardy,, Todd Phillips et Tommy Lee.